# Ventura Peccini
Ventura Peccini, detto il Panicalese (Licciana Nardi, ... – ...; fl. XVII secolo), è stato un poeta italiano del XVII secolo.

## Biografia
Nato presumibilmente verso la fine del Cinquecento (risultano suoi componimenti agli inizi del Seicento), di lui si hanno poche notizie; lo cita l'abate Emanuelle Gerini nel 1829, nel volume "Memorie storiche d'illustri scrittori e di uomini insigni dell'antica e moderna Lunigiana".
Secondo l'autore del libro, nacque a Panicale (oggi facente parte del comune di Licciana Nardi), fatto da cui trasse il soprannome, da una "famiglia che fu antichissima de' nobili di Panicale e originaria di Luni", e "visse in fiore verso la fine del XVI secolo con molto buon nome di letterato e di poetante latino, il quale resesi caro ad ogni maniera di gente e moltissimo distinto dai marchesi Malaspina che attemparono con lui, perché avea piacevole e soave ingegno ed era costumato, gentile e virtuoso parlatore".
Poeta di origini nobili e colto, perciò, legato alla stesura di versi in lingua latina, che nel territorio della Lunigiana avrebbe avuto un più che discreto successo letterario, anche se la scelta linguistica non favorì una larga diffusione delle sue opere, delle quali fu benificiaria solamente quell'élite culturale che potesse essere in grado di comprendere il latino.
È successivamente citato anche da Attilio Zuccagni-Orlandini nel 1845 e da G.T. Vincenzi nel 1878.

## Opere
Il Gerini parla dell'opera del Panicalese sottolineando "che fece in pulito dettato e in versi latini squisiti la descrizione di Lunigiana [...]": "un tal libro ormai divenuto raro, diedesi a luce in Parma nel 1605 per le stampe di Erasmo viotho, e ne riscosse alto merito quanto dire se ne possa".
Di tal volume non si hanno notizie, alcuni brani però si sono salvati, ricopiati su un manoscritto di Bonaventura de Rossi.